# Frédéric Delcourt
Frédéric Delcourt (14 febbraio 1964) è un ex nuotatore francese.
Specializzato nel dorso, ha vinto la medaglia d'argento nei 200 m dorso alle Olimpiadi di Los Angeles 1984.

## Palmarès
- Olimpiadi

Los Angeles 1984: argento nei 200 m dorso.
- Europei

1981 - Spalato: bronzo nei 200 m dorso.
- Giochi del Mediterraneo

1979 - Spalato: oro nei 100 m dorso e argento nei 200 m dorso.
- Campionati europei giovanili di nuoto

Firenze 1978: bronzo nei 200m dorso.